# Johann Christian Storr
Johann Christian Storr (* 3. Juni 1712 in Heilbronn; † 8. Mai 1773 in Stuttgart) war ein deutscher evangelischer Geistlicher. Der Sohn eines Heilbronner Pfarrers war ab 1744 Hofkaplan bei Herzog Carl Eugen in Stuttgart, wo er später Stiftsprediger und Konsistorialrat wurde.

## Leben

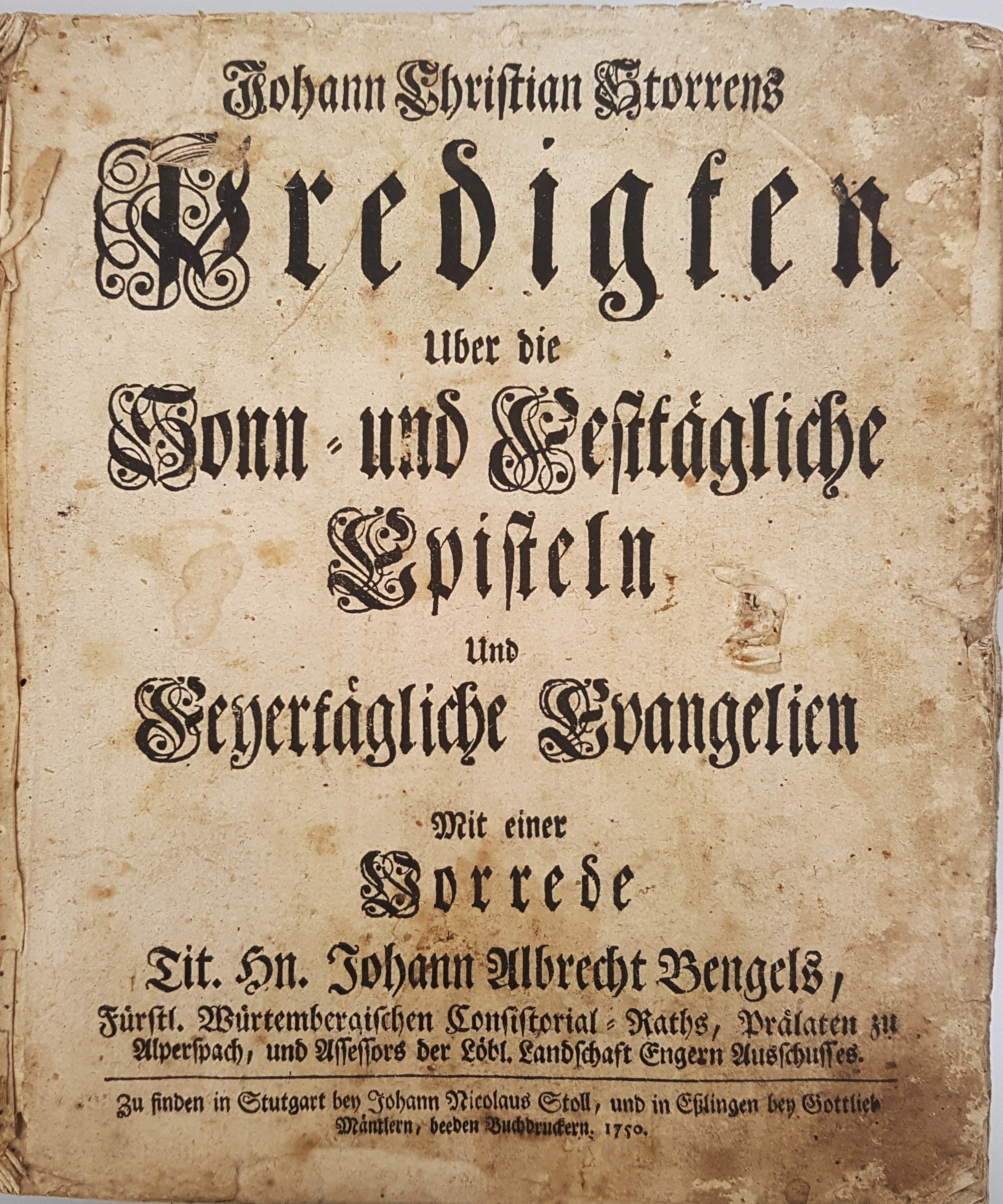
Titel zu Storrs Predigtsammlung von 1750

Er war der Sohn des Heilbronner Stadtpfarrers Johann Philipp Storr († 1720). Nach dem frühen Tod der Eltern kam er in die Obhut des Heilbronner Bürgermeisters Adam Christian Wacks und des Kreisrats Richter. Mit Erlaubnis von Herzog Eberhard Ludwig besuchte er mit 14 Jahren das Seminar in Denkendorf, wo ihn Albrecht Bengel nachhaltig beeindruckte. 1729 kam Storr nach Maulbronn und 1731 schließlich an die Universität Tübingen, wo er Theologie studierte. 
Nach erfolgreichem Abschluss bekam er 1735 eine Anstellung als Vikar in Nagold. Bereits im darauffolgenden Jahr wurde er in gleicher Funktion nach Gültlingen versetzt. 1739 avancierte Storr zum Hofvikar in Kirchheim unter Teck und blieb dies für vier Jahre. Mitte 1743 übernahm er das Pfarramt in Hirsau.
1744 holte man ihn als Diakon an die Leonhardskirche nach Stuttgart, wo er noch im selben Jahr Hofkaplan bei Herzog Carl Eugen wurde. Der genusssüchtige katholische Herzog und der Verzicht predigende evangelische Kaplan hatten wenig gemein, so dass der Herzog 1748 beim Konsistorium die Absetzung Storrs beantragte. Der Konsistorialpräsident bewirkte jedoch, dass Storr vorerst in seiner Stellung blieb. 
Erst 1757 gelang Storr mit seiner Berufung zum Archidiakon an der Stuttgarter Stiftskirche der Abschied vom württembergischen Hof. Ab Winter 1758 betraute man ihn mit dem Pastorenamt an der Leonhardskirche. 1759 ernannte man ihn zum Stiftsprediger und kurze Zeit später zum Konsistorialrat. Ab 1765 lebte und wirkte Storr als Prälat von Herrenalb mit Sitz in Stuttgart. 
Aus gesundheitlichen Gründen legte er am 3. Mai 1772 nach einer Abschiedspredigt sein Predigtamt nieder, behielt aber seine Konsistorialstelle bei. Die Prälatur von Hirsau tauschte er mit der von Alpirsbach. 
Knapp vier Wochen vor seinem 61. Geburtstag starb er am 8. Mai 1773 in Stuttgart. Sein Grab befindet sich auf dem Hoppenlaufriedhof.
Er war verheiratet mit Euphrosyne Margarete Röslin aus Backnang. Der Ehe entstammten vier Kinder, die zu Jahren kamen. Der älteste Sohn   Gottlob Christian Storr (1746–1805) war Theologieprofessor in Tübingen und Angehöriger der Tübinger Orthodoxie. Der zweite Sohn war der Tübinger Medizinprofessor Gottlieb Konrad Christian Storr (1749–1821). Ein jüngerer Sohn war der Jurist Wilhelm Ludwig Storr (1752–1804).

## Werke (Auswahl)
- Predigten über die Sonn- und Festtägliche Episteln und Feyertägliche Evangelien. Mit einer Vorrede von Johann Albrecht Bengels. Stuttgart: Johann Nicolaus Stoll; Esslingen: Gottlieb Mäntler, 1750
- Predigten über die Sonn- und Festtägliche Episteln und festtägliche Evangelien. Betulius, Stuttgart 1786.
- Beicht- und Communion-Buch. Betulius, Stuttgart 1776.
- Anleitung zum Gebet des Herzens in Fragen und Antworten. Evangelische Gesellschaft, Stuttgart 1896.